# Horst Kinkeldey
Horst „Hotte“ Kinkeldey (* 19. September 1956 in Garbsen; † 1. Januar 2021 in Barsinghausen) war ein deutscher Fußballspieler. Der Defensivspieler bestritt für Hannover 96 161 Spiele in der 2. Bundesliga und erzielte dabei sechs Tore.

## Sportlicher Werdegang
Kinkeldey spielte zunächst für den TSV Havelse in der fünftklassigen Bezirksliga 3. Dort spielte er an der Seite des ehemaligen Profis Hans Siemensmeyer, der seine Karriere in Havelse ausklingen ließ. Dieser empfahl den jungen Abwehrspieler seinem Ex-Verein, der ihn 1975 in die Bundesliga holte. Dort blieb er unter Trainer Helmut Kronsbein und dessen Nachfolger Hannes Baldauf ohne Einsatz, erst nach dem Abstieg in die 2. Bundesliga kam er im Dezember 1976 unter Rückkehrer Kronsbein während dessen vierter Amtszeit in Hannover beim 5:2-Heimerfolg über Union Solingen zu seinem Profidebüt. In der Saison 1977/78 spielte er sich in der Mannschaft fest, unter dem neuen Trainer Anton Burghardt stand er dann in allen 38 Spielen der Saison 1978/79 in der 2. Bundesliga Nord auf dem Spielfeld. Ab 1979 ging es unter Trainer Diethelm Ferner mit dem Klub sportlich aufwärts, als um den Wiederaufstieg in das deutsche Oberhaus gespielt wurde. Die um Heinz Blasey, Heiko Mertes, Nachwuchsstürmertalent Dieter Schatzschneider und Rückkehrer Eckhard Deterding verstärkte Mannschaft belegte den dritten und in der folgenden Spielzeit den vierten Tabellenplatz. Damit qualifizierte sich die Mannschaft im Sommer 1981 zumindest für die eingleisige 2. Bundesliga, die sie in der ersten Spielzeit mit dem fünften Rang abschloss.
Kinkeldey, der meist im defensiven Mittelfeld oder als Libero zum Einsatz kam, kehrte anschließend zum TSV Havelse zurück, der mittlerweile in die drittklassige Oberliga Nord vorgedrungen war. Als Spielertrainer des Amateurklubs TSV Luthe ließ er später seine Karriere ausklingen.
Kinkeldey hatte mehrfach mit gesundheitlichen Problemen zu kämpfen, er musste sich einer Magenoperation unterziehen und erlitt 2020 einen Schlaganfall. Zuletzt lebte er in einem Pflegeheim in Barsinghausen, dort verstarb er am Neujahrsmorgen 2021 im Alter von 64 Jahren nach einem Herzinfarkt.